# Dorfkirche Hengelbach

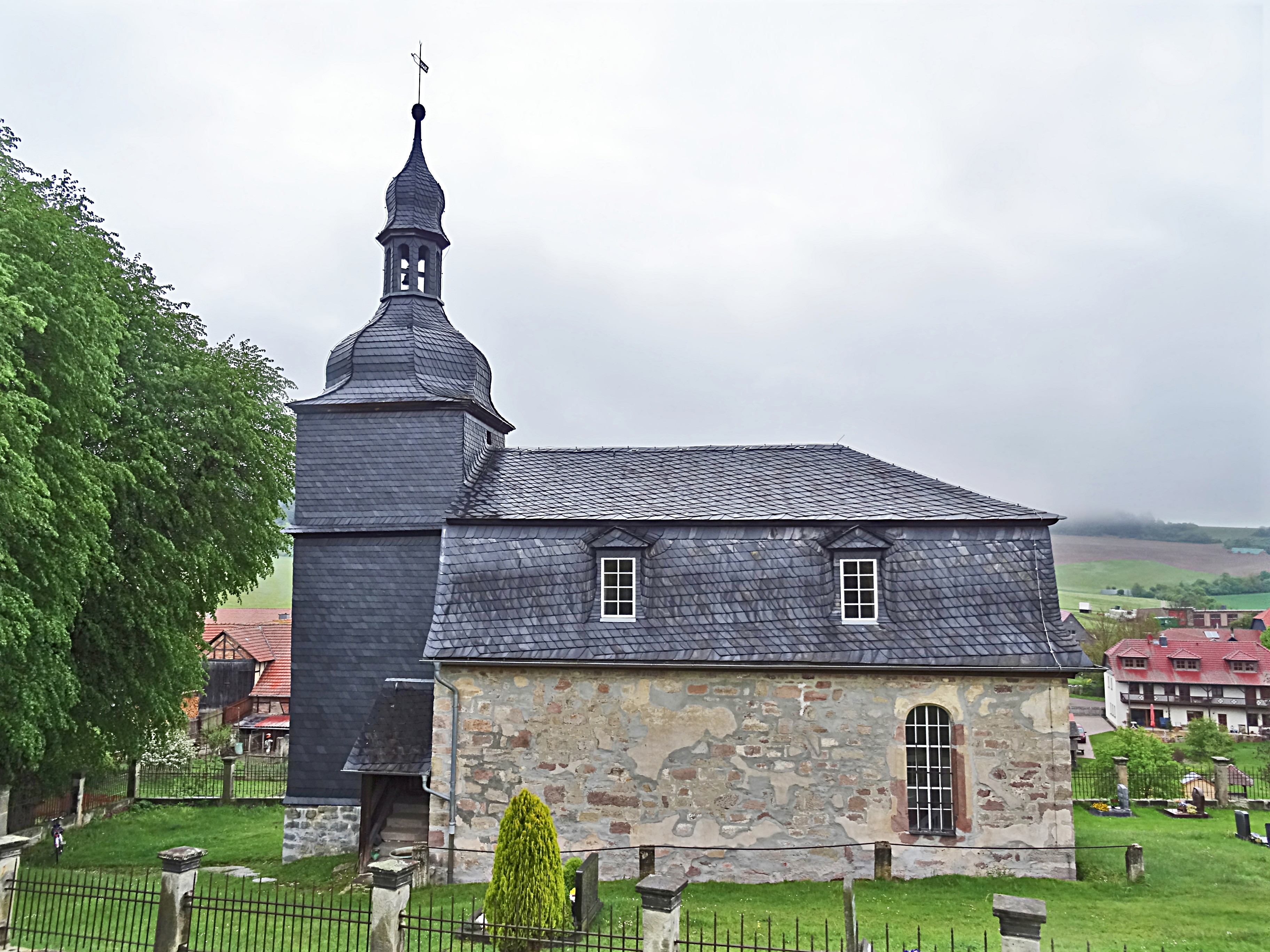
Die Kirche

Die evangelische Dorfkirche Hengelbach steht in der Flur des  Ortsteiles Hengelbach der Stadt Königsee im Landkreis Saalfeld-Rudolstadt in Thüringen. Sie gehört zum Pfarrbereich Gräfinau-Angstedt im Kirchenkreis Arnstadt-Ilmenau der Evangelischen Kirche in Mitteldeutschland.

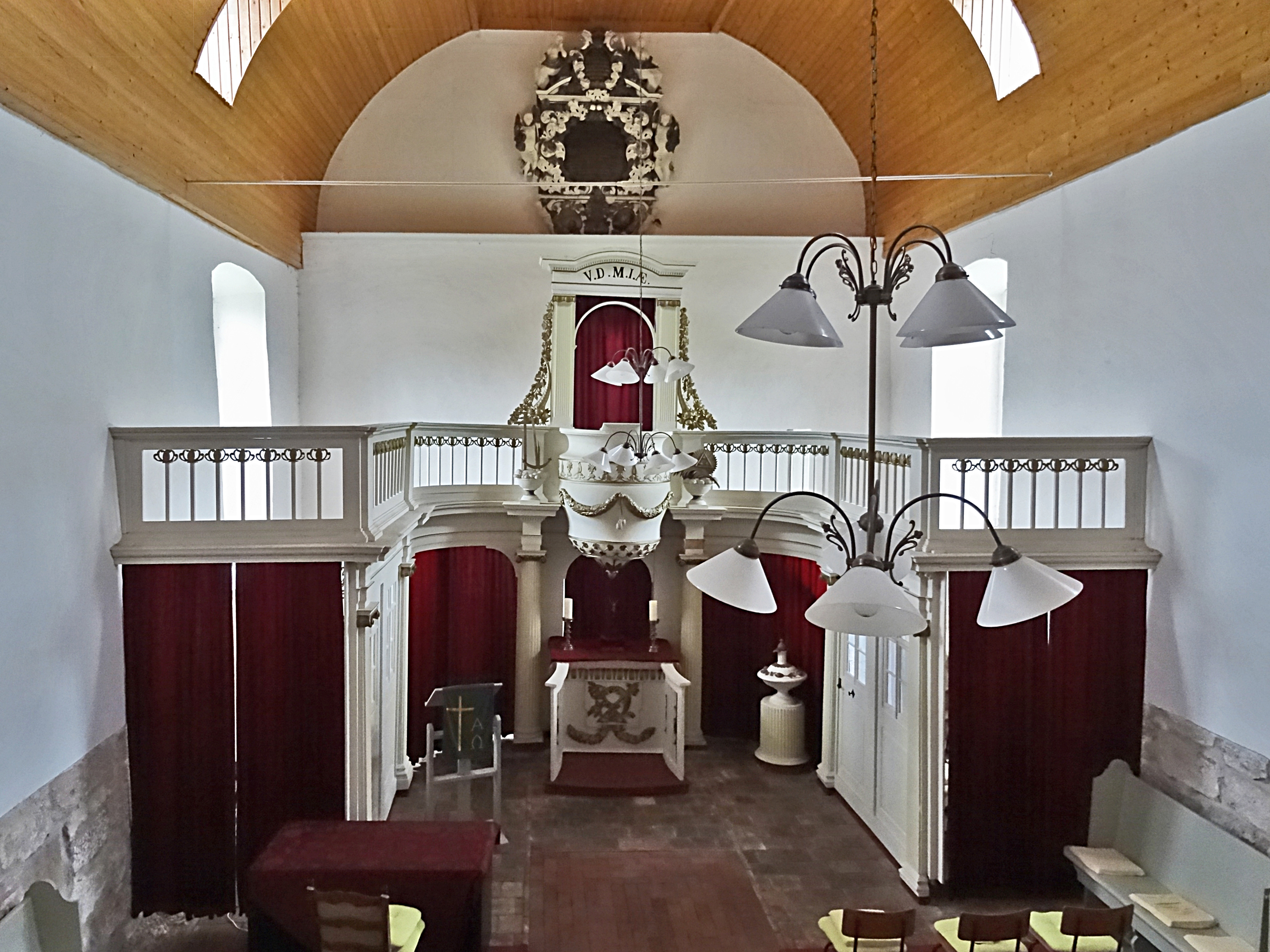
Innenansicht

## Geschichte
Die Kirche wurde 1683 auf älteren Grundmauern, wohl einer Kapelle, außerhalb des Ortes auf einem Hügel erbaut. Südlich, nah davon, führte einst der Verbindungsweg von Kloster Paulinzella zum Ökonomischen Mittelpunkt des Klosters am Wirtschaftshof Neusis vorbei. Heute ist dies die Wüstung Neusis.
Der heutige Kirchturm wurde erst 1804 gebaut. Am 24. März 1875 wurde das Dach neu gedeckt.
Ende 1970 musste der Gottesdienst wegen Baufälligkeit eingestellt werden.
Nach der politischen Wende in Ostdeutschland begann man 1995 mit den Reparaturarbeiten. Die Mauerkronen konnten instand gesetzt werden. Das Dach wurde saniert und der Kirchturm wurde erneuert.
Zum Reformationsfest 2002 fand der erste Gottesdienst wieder statt.
Im Frühjahr 2003 konnte der Altar eingeweiht werden.